# Tigers de LSU
Les Tigers de LSU (en anglais : LSU Tigers ou LSU Tigers and Lady Tigers) sont un club omnisports universitaire qui se réfère aux 21 équipes sportives (11 féminines et 8 masculines) de l'université d'État de Louisiane et qui participent aux compétitions organisées par la NCAA au sein de sa Division I.
L'université de Louisiane fait partie de la Southeastern Conference où elle participe dans 13 disciplines. Le campus universitaire et les installations sportives sont situées à Baton Rouge dans l'État de Louisiane.
La plus fameuse équipe des Tigers est celle de football américain. 

## Sports représentés
| Hommes (8)                                  | Femmes (11)       |
| ------------------------------------------- | ----------------- |
| Athlétisme†                                 | Athlétisme†       |
| Basketball                                  | Basketball        |
| Cross country                               | Cross country     |
| Golf                                        | Golf              |
| Tennis                                      | Tennis            |
| Football américain                          | Gymnastique       |
| Baseball                                    | Softball          |
| Natation/Plongeon                           | Natation/Plongeon |
|                                             | Football (soccer) |
|                                             | Volleyball        |
|                                             | Beach volley      |
| † – Athlétisme en salle et/ou en plein air. |                   |

## Football américain
Le programme de football de l'Université d'État de Louisiane existe depuis 1893. Depuis, son équipe a participé chaque année au championnat universitaire à l'exception de la saison 1918 à la suite de la première guerre mondiale. Elle est membre de Southeastern Conference depuis 1933 et membre de sa division Ouest depuis1992. Précédemment, LSU était membre de la Southern Intercollegiate Athletic Association (SIAA) de1896 jusqu'en 1921 et de la Southern Conference (SoCon) de 1922 jusqu'en 1932. L'équipe a été dirigée par 32 entraîneurs principaux, le premier étant Charles E. Coates en 1893, l'actuel depuis 2016 étant Ed Orgeron. 
L'équipe évolue au Tiger Stadium, enceinte de 102 321 places inaugurée le 25 novembre 1924. 
LSU a remporté 4 titres nationaux dont deux au cours de la dernière décennie (1958, 2003, 2007 et 2019) même si d'autres sources (agences d'évaluation) donnent LSU également champion en 1908, 1935, 1936 et 1962 (voir championnat NCAA de football américain) :  
- Le premier titre est acquis à l'issue de la saison régulière 1958, l'équipe ayant été classée première des deux agences principales d'évaluation (AP et Coaches). Les Tigers de LSU, déjà sacrés champions, battent ensuite les Tigers de Clemson sur le score de 7 à 0 lors du  Sugar Bowl joué le 1er janvier 1959.
- LSU reporte son deuxième titre à l'issue de la saison 2003 en battant les Sooners de l'Oklahoma sur le score de 21 à 14 lors du BCS National Championship Game 2004. Une controverse éclate lorsque les Trojans d'USC sont déclarés champions nationaux par l'Associated Press alors qu'ils n'avaient pas participé au BCS National Championship Game 2004.
- LSU remporte le troisième titre en gagnant le BCS National Championship Game 2008 joué en fin de saison 2007 contre les Buckeyes d'Ohio State sur le score de 38 à 24. LSU devient la première équipe universitaire à jouer et remporter le titre national après avoir perdu deux matchs lors de la saison régulière.  Elle devient également la première à remporter deux BCS National Championship Game.
- Le quatrième titre est acquis en fin de saison 2019, LSU battant Clemson sur le score de 42 à 25 lors du College Football Championship Game 2020 joué à La Nouvelle-Orléans.

Marquise Hill (1982-2007), champion universitaire avec les Tigers en 2003, trouve la mort le 27 mai 2007, à l'âge de 24 ans, dans un accident de motomarine sur le lac Pontchartrain. Depuis qu'il avait quitté l'université en 2004, il évoluait comme professionnel au poste de defensive end dans l'équipe NFL des Patriots de la Nouvelle-Angleterre basée à Foxborough (près de Boston) dans l'état du Massachusetts
Les Tigers de LSU réalisent une performance lors de la draft 2020 de la NFL,, quatorze de leurs joueurs y ayant été choisis dont le quarterback Joe Burrow en 1er choix global. Ils égalisent ainsi la performance des Buckeyes d'Ohio State lors de la draft 2004. Le record du nombre de joueurs draftés est toujours détenu par les Longhorns du Texas puisque 17 de leurs joueurs avaient été choisis lors de la draft 1984. Néanmoins, cette draft comptait 12 tours alors que depuis la draft 1994 elles n'en comptent plus que 7. LSU devient également la première université dont un quarterback, un running back et un wide receiver ont été sélectionnés lors du premier tour d'une draft. Par ailleurs, les 5 joueurs de la ligne offensive ont également tous été choisis lors de cette draft. 

## Baseball
L'équipe de baseball qui fut championne nationale sept fois (College World Series) en 1991, 1993, 1996, 1997, 2000, 2009, et 2023, évolue au Alex Box Stadium, stade de 7 760 places.

## Basket-ball
L'équipe masculine de basket-ball dispute ses matchs à domicile au Pete Maravich Assembly Center. Elle est championne nationale en 1935. Outre ce titre, LSU fait des apparitions au Final Four en 1953, 1981, 1986 et 2006.
L'équipe féminine remporte le championnat national en 2023.